# Paphiopedilum emersonii
Paphiopedilum emersonii es una especie de planta perteneciente a la familia  Orchidaceae.  

## Descripción
Florece a finales de primavera o comienzos del verano con una o dos flores olorosas por inflorescencia. Es una planta pequeña en comparación con otras especies de  Paphiopedilum.

## Distribución y hábitat
Es endémica de Guangxi, Guangdong y Yunnan en China y norte de Vietnam. Se encuentra en suelos rocosos o arenosos y en laderas a altitudes de 460 a 750 m s. n. m.

## Taxonomía
Paphiopedilum emersonii fue descrita por Koop. & P.J.Cribb y publicado en Orchid Advocate 12(3): 86, f. 1. 1986.
Etimología
El nombre del género viene de « Cypris», Venus, y de "pedilon" = "zapato" o "zapatilla" en referencia a su labelo inflado en forma de zapatilla.
emersonii; epíteto nombrado en honor del entusiasta de las orquídeas americano Emerson 'Doc' Charles.
Variedades
- Paphiopedilum emersonii var. luteum
- Paphiopedilum emersonii var. album

Sinonimia
- Paphiopedilum huonglanae N.T.Tich[4][5]